# Rümlang
Rümlang es una comuna suiza del cantón de Zúrich, situada en el distrito de Dielsdorf. Limita al norte con la comuna de Oberglatt, al este con Winkel, Kloten y Opfikon, al sur con Zúrich, al oeste con Regensdorf, y al noroeste con Niederhasli.